# Al-Burda

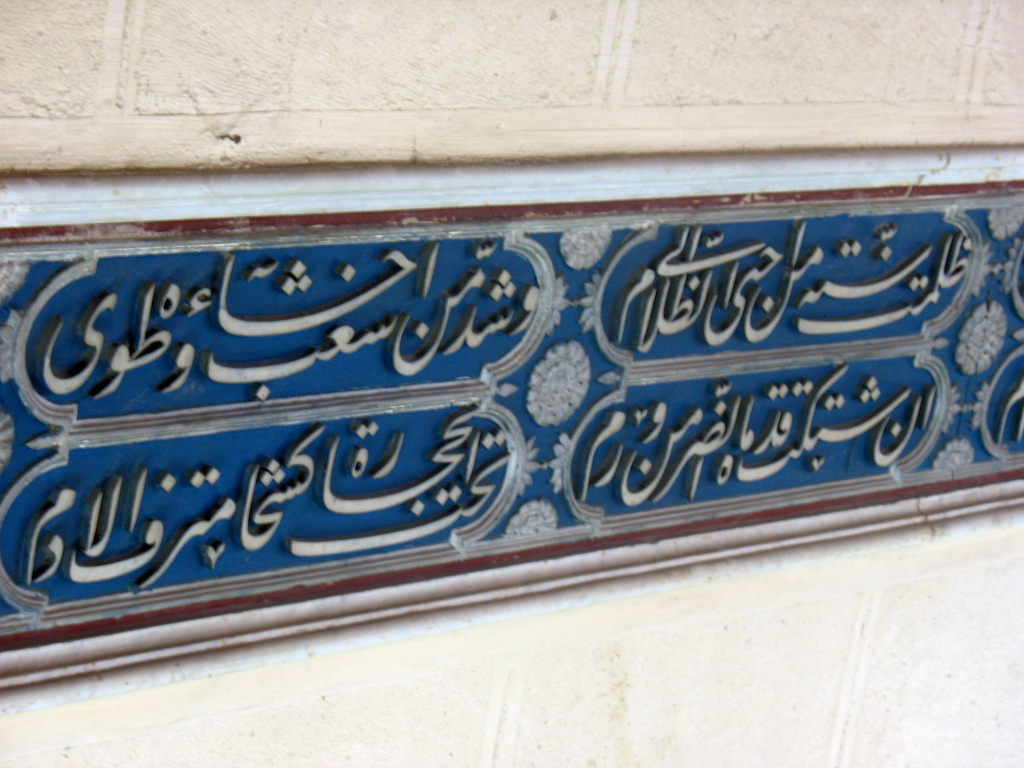
Un verso dalla Qaṣīdat al-Burda, impresso sulla parete della moschea/mausoleo di al-Būsīrī ad Alessandria d'Egitto

Qaṣīdat al-Burda (in arabo قصيدة البردة‎?, "Qasida del mantello") è il nome che portano tre famose Qaṣīda (poemi, panegirici monorimi) della letteratura islamica (vedi poesia araba).
- La prima appartiene a Ibn Jābir, poeta beduino dell'Arabia preislamica (VI secolo d.C. ca)
- La seconda fu recitata dal poeta beduino Ka'b ibn Zuhayr (VII secolo d.C. ca) dinanzi allo stesso Maometto, per farsi perdonare di una sua satira. Il Profeta in dono gli regalò il proprio mantello, da cui il titolo. 

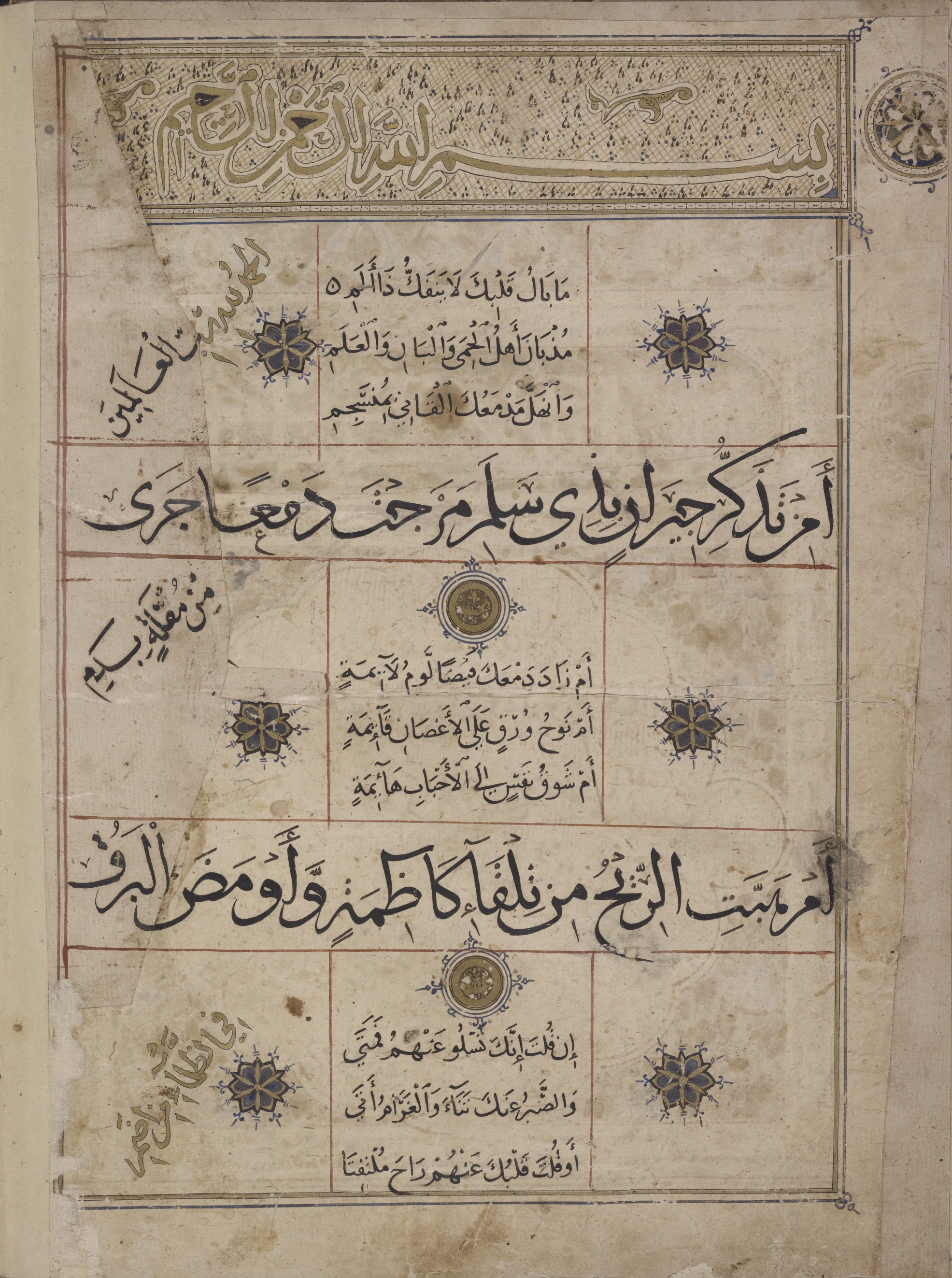
Copia di manoscritto della Burda, di epoca mamelucca.

- La terza è una qaṣīda in onore di Maometto, composta dal Sufi, egiziano al-Būsīrī (1212-1294). Il titolo reale è al-Kawākib al-Durriyya fī madḥ khayr al-barriyya (in arabo الكواكب الدرية في مدح خير البرية‎?, "Le stelle di perla in lode del meglio della creazione"). L'opera fu composta perché si dice che Maometto abbia curato il poeta guarendolo da una paralisi, apparendogli in sogno e avvolgendolo in un mantello.